# Liste der Resolutionen des UN-Sicherheitsrates (2025)
Diese Liste der Resolutionen des UN-Sicherheitsrates nennt die vom Sicherheitsrat der Vereinten Nationen im Jahr 2025 verabschiedeten Resolutionen
| Nummer | Datum       | Gegenstand                                                                                  | Mission |
| ------ | ----------- | ------------------------------------------------------------------------------------------- | ------- |
| 2768   | 15. Januar  | Wahrung des Weltfriedens und der internationalen Sicherheit                                 |         |
| 2769   | 16. Januar  | Die Situation in Libyen                                                                     | UNSMIL  |
| 2770   | 24. Januar  | Zeitpunkt der Wahl zur Besetzung eines freigewordenen Sitzes im Internationalen Gerichtshof |         |
| 2771   | 31. Januar  | Die Situation in Zypern                                                                     | UNFICYP |
| 2772   | 17. Februar | Berichte des Generalsekretärs über Sudan und Südsudan                                       |         |
| 2773   | 21. Februar | Die Situation betreffend die Demokratische Republik Kongo                                   | MONUSCO |
| 2774   | 24. Februar | Wahrung des Friedens und der Sicherheit der Ukraine                                         |         |
| 2774   | 28. Februar | Frieden und Sicherheit in Afrika                                                            |         |
| 2776   | 3. März     | Frieden und Sicherheit in Afrika                                                            |         |
| 2777   | 17. März    | Die Situation in Afghanistan                                                                | UNAMA   |
| 2778   | 30. April   | Berichte des Generalsekretärs über Sudan und Südsudan                                       | UNMISS  |
| 2777   | 8. Mai      | Berichte des Generalsekretärs über Sudan und Südsudan                                       | UNMISS  |
| 2780   | 29. Mai     | Die Situation in Libyen                                                                     |         |
| 2781   | 30. Mai     | Berichte des Generalsekretärs über Sudan und Südsudan                                       |         |
| 2782   | 30. Juni    | Die Situation im Nahen Osten                                                                | UNDOF   |
| 2783   | 30. Juni    | Die Situation betreffend die Demokratische Republik Kongo                                   |         |
| 2784   | 2. Juli     | Zeitpunkt der Wahl zur Besetzung eines freigewordenen Sitzes im Internationalen Gerichtshof |         |
| 2785   | 14. Juli    | Die Situation in Haiti                                                                      | BINUH   |
| 2786   | 14. Juli    | Die Situation im Nahen Osten                                                                | UNMHA   |
| 2787   | 15. Juli    | Wahrung des Weltfriedens und der internationalen Sicherheit                                 |         |
| 2788   | 22. Juli    | Wahrung des Weltfriedens und der internationalen Sicherheit                                 |         |
| 2789   | 29. Juli    | Frieden und Sicherheit in Afrika                                                            |         |